# Crotonogyne zenkeri
Crotonogyne zenkeri är en törelväxtart som beskrevs av Ferdinand Albin Pax. Crotonogyne zenkeri ingår i släktet Crotonogyne och familjen törelväxter. IUCN kategoriserar arten globalt som sårbar. Inga underarter finns listade i Catalogue of Life.